# Nazinon

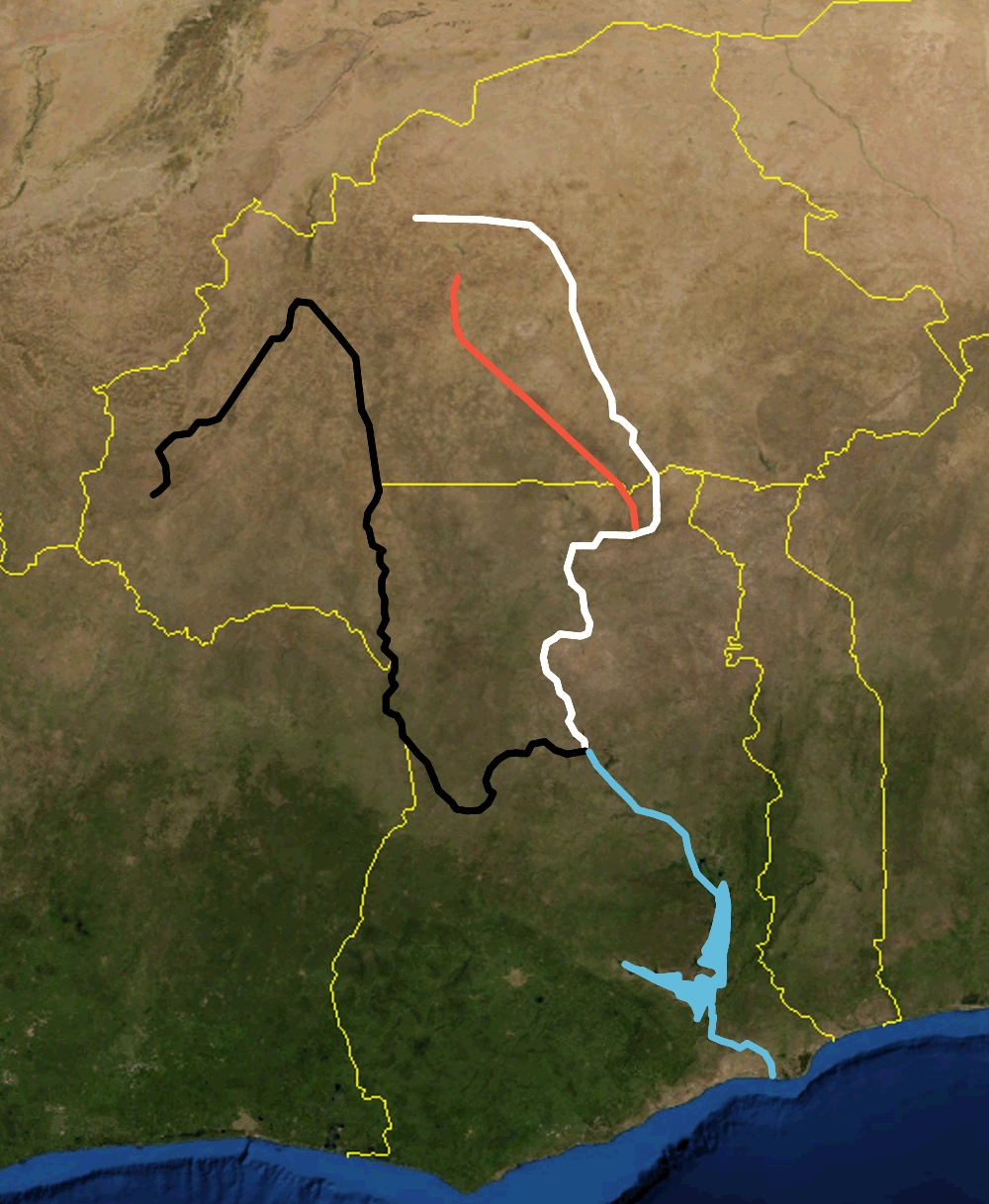
Nazinon i rött, Nakambe i vitt.

Nazinon (under kolonisationen även kallad Röda Volta) är en västafrikansk flod som flyter genom Burkina Faso och Ghana, där den möter Nakambe, den längsta av de tre Voltafloderna. Nazinon är omkring 320 kilometer lång, och tar sin början nära Ouagadougou.